# Colombia op de Olympische Zomerspelen 2008
Colombia nam deel aan de Olympische Zomerspelen 2008 in Peking, China. Colombia debuteerde op de Zomerspelen in 1932 en deed in 2008 voor de zeventiende keer mee. Er werden drie medailles behaald.

## Medailleoverzicht
| Sport         | Olympiër           | Discipline            | Medaille |
| ------------- | ------------------ | --------------------- | -------- |
| Gewichtheffen | Diego Salazar      | -62kg (m)             | Zilver   |
| Gewichtheffen | Leydi Solís *      | -69kg (v)             | Zilver   |
| Worstelen     | Jackeline Renteria | -55kg vrije stijl (v) | Brons    |

* Leydi Solís kreeg de medaille later alsnog toegewezen.

## Deelnemers en resultaten

### Atletiek
| Olympiër            | Onderdeel             | Resultaat | Prestatie                                                   |
| ------------------- | --------------------- | --------- | ----------------------------------------------------------- |
| Daniel Grueso       | 100m (m)              | 35e       | serie 2: 4de in 10,35 kwartfinale 2: 8ste in 10,37          |
| Daniel Grueso       | 200m (m)              | 45e       | serie 2: 7de in 21,15                                       |
| Geiner Mosquera     | 400m (m)              | 44e       | serie 5: 7de in 46,59                                       |
| Paulo César Villar  | 110m horden (m)       | 16e       | serie 3: 3de in 13,46 halve finale 1: 8ste in 13,85         |
| Juan Carlos Cardona | marathon (m)          | 43e       | 2:21.57                                                     |
| Luis Fernando López | 20km snelwandelen (m) | 9e        | 1:20.59                                                     |
| James Rendón        | 20km snelwandelen (m) | 31e       | 1:24.41                                                     |
| Rodrigo Moreno      | 50km snelwandelen (m) | 34e       | 4:03.52                                                     |
|                     |                       |           |                                                             |
| Yomara Hinestroza   | 100m (v)              | 35e       | serie 8: 4de in 11,39 kwartfinale 3: 7de in 11,66           |
| Darlenys Obregón    | 200m (v)              | 25e       | serie 4: 5de in 23,33 kwartfinale 2: 7de in 23,40           |
| Rosibel García      | 800m (v)              | 14e       | serie 1: 2de in 2.01,98 halve finale 1: 5de in 1.59,38 (NR) |
| Bertha Sánchez      | marathon (v)          | 62e       | 2:47.02                                                     |
| Sandra Zapata       | 20km snelwandelen (v) | 35e       | 1:36.18                                                     |
| Zuleima Aramendiz   | speerwerpen (v)       | 39e       | kwalificatie groep A: 19de met 54,71m                       |
| Johana Moreno       | kogelslingeren (v)    | 36e       | kwalificatie groep B: 16de met 64,66m                       |

### Boksen
| Olympiër           | Onderdeel | Resultaat | Prestatie                                                                                      |
| ------------------ | --------- | --------- | ---------------------------------------------------------------------------------------------- |
| Jonatan Romero     | -54kg (m) | 17e       | 1ste ronde: V van MAR Mesbahi: 3-11                                                            |
| Darley Pérez       | -60kg (m) | 5e        | 1ste ronde: vrij 2de ronde: W van KGZ Talasbayev: 15-4 kwartfinale: V van RUS Tishchenko: 5-13 |
| Eleider Álvarez    | -81kg (m) | 9e        | 1ste ronde: vrij 2de ronde: V van GBR Jeffries: 5-5                                            |
| Deivi Julio Blanco | -91kg (m) | 9e        | 1ste ronde: vrij 2de ronde: V van FRA M'BUmba: 5-11                                            |
| Darley Pérez       | +91kg (m) | 5e        | 1ste ronde: vrij 2de ronde: W van BUL Pulev: 11-5 kwartfinale: V van ITA Cammarelle: 5-9       |

### Boogschieten
| Olympiër                                       | Onderdeel       | Resultaat | Prestatie |
| ---------------------------------------------- | --------------- | --------- | --- |
| Ana María Rendón                               | individueel (v) | 16e       | plaatsingsronde: 10de met 647 punten 1ste ronde: W van ITA Tonetta: 106-106 (10-9) 2de ronde: W van RUS Dagbaeva: 110-106 3de ronde: V van USA Lorg: 95-107 |
| Sigrid Romero                                  | individueel (v) | 57e       | plaatsingsronde: 62ste met 551 punten 1ste ronde: V van KOR Joo: 98-108                                                                                     |
| Natalia Sánchez                                | individueel (v) | 48e       | plaatsingsronde: 18de met 643 punten 1ste ronde: V van BLR Mulyuk: 101-104                                                                                  |
| Ana María Rendón Sigrid Romero Natalia Sánchez | team (v)        | 10e       | plaatsingsronde: 10de met 1841 punten 1ste ronde: V van Japan: 199-206                                                                                      |

### Gewichtheffen
| Olympiër               | Onderdeel | Resultaat | Prestatie                                                    |
| ---------------------- | --------- | --------- | ------------------------------------------------------------ |
| Sergio Rada            | -56kg (m) | 12e       | trekken: 14de met 112kg stoten: 12de met 140kg totaal: 252kg |
| Diego Fernando Salazar | -62kg (m) | Zilver    | trekken: 2de met 138kg stoten: 2de met 167kg totaal: 305kg   |
| Óscar Figueroa         | -62kg (m) | DNF       | trekken: geen geldige poging                                 |
| Diego Fernando Salazar | -69kg (m) | DNF       | trekken: geen geldige poging                                 |
| Óscar Figueroa         | -69kg (m) | 15e       | trekken: 19de met 132kg stoten: 16de met 167kg totaal: 299kg |
| Carlos Andica          | -85kg (m) | 10e       | trekken: 12de met 155kg stoten: 8ste met 201kg totaal: 356kg |
|                        |           |           |                                                              |
| Sergio Rada            | -63kg (v) | 9e        | trekken: 9de met 97kg stoten: 9de met 120kg totaal: 217kg    |
| Diego Fernando Salazar | -69kg (v) | 6e        | trekken: 4de met 106kg stoten: 6de met 124kg totaal: 230kg   |
| Óscar Figueroa         | -69kg (v) | Zilver    | trekken: 5de met 105kg stoten: 3de met 135kg totaal: 240kg   |
| Ubaldina Valoyes       | -75kg (v) | 7e        | trekken: 6de met 110kg stoten: 8ste met 134kg totaal: 244kg  |

### Gymnastiek
| Olympiër           | Onderdeel                | Resultaat | Prestatie                             |
| ------------------ | ------------------------ | --------- | ------------------------------------- |
| Jorge Hugo Giraldo | meerkamp individueel (m) | 42e       | kwalificatie: 42ste met 84,650 punten |
|                    |                          |           |                                       |
| Natalia Sánchez    | meerkamp individueel (v) | 53e       | kwalificatie: 53ste met 54,150 punten |

### Judo
| Olympiër     | Onderdeel | Resultaat | Prestatie |
| ------------ | --------- | --------- | --- |
| Mario Valles | -81kg (m) | 9e        | voorronde: vrij 1ste ronde: W van AUS Anthony: ippon 2de ronde: V van UKR Hontyuk: ippon herkansingen: W van TOG Denayoh: waza-ari herkansingen 2: V van GBR Burton: waza-ari |
|              |           |           | |
| Yuri Alvear  | -70kg (v) | 7e        | 1ste ronde: W van KAZ Zhanzunova: ippon 2de ronde: V van CUB Hernández: ippon herkansingen: W van ITA Scapin: ippon herkansingen 2: V van ESP Iglesias: koka                  |

### Paardensport
| Olympiër       | Onderdeel      | Resultaat      | Prestatie |
| Springconcours | Springconcours | Springconcours | Springconcours                                                                                                |
| -------------- | -------------- | -------------- | --- |
| Manuel Torres  | individueel    | 63e            | kwalificatie: 1ste ronde: 72ste met 21 strafpunten 2de ronde: 59ste met 22 strafpunten totaal: 43 strafpunten |

### Roeien
| Olympiër             | Onderdeel | Resultaat | Prestatie                                                                         |
| -------------------- | --------- | --------- | --------------------------------------------------------------------------------- |
| Rodrigo Ideus Forero | skiff (m) | 27e       | serie 6: 5de in 7.56,85 halve finale E/F: 2de in 7.29,71 finale E: 4de in 7.18,61 |

### Schietsport
| Olympiër             | Onderdeel | Resultaat | Prestatie                                           |
| -------------------- | --------- | --------- | --------------------------------------------------- |
| Diego Duarte Delgado | skeet (m) | 38e       | kwalificatie: 38ste met 106 punten (21-23-21-22-19) |

### Schoonspringen
| Olympiër                          | Onderdeel               | Resultaat | Prestatie                                                                                             |
| --------------------------------- | ----------------------- | --------- | --- |
| Juan Guillermo Urán               | 3m plank (m)            | 10e       | voorronde: 14de met 443,05 punten halve finale: 9de met 468,90 punten finale: 10de met 454,60 punten  |
| Juan Guillermo Urán               | 10m toren (m)           | 11e       | voorronde: 18de met 418,00 punten halve finale: 12de met 436,10 punten finale: 11de met 414,80 punten |
| Víctor Ortega Juan Guillermo Urán | 10m toren synchroon (m) | 6e        | 423,66 punten                                                                                         |
|                                   |                         |           | |
| 3 m springboard                   | 3m plank (v)            | 20e       | voorronde: 20ste met 268,85 punten                                                                    |

### Taekwondo
| Olympiër     | Onderdeel | Resultaat | Prestatie                           |
| ------------ | --------- | --------- | ----------------------------------- |
| Gladys Mora  | -49kg (v) | 11e       | voorronde: V van TPE Yang: (-1)-0   |
| Doris Patiño | -57kg (v) | 11e       | voorronde: V van ITA Calabrese: 0-2 |

### Tafeltennis
| Olympiër     | Onderdeel     | Resultaat | Prestatie                                              |
| ------------ | ------------- | --------- | ------------------------------------------------------ |
| Paula Medina | enkelspel (v) | 65e       | voorronde: V van CAN Mo: 0-4 (5-11, 5-11, 10-12, 8-11) |

### Wielersport
| Olympiër                                                       | Onderdeel                     | Resultaat | Prestatie |
| Baan                                                           | Baan                          | Baan      | Baan |
| -------------------------------------------------------------- | ----------------------------- | --------- | --- |
| Carlos Alzate                                                  | individuele achtervolging (m) | 16e       | kwalificatie: 16de in 4.35,154                                                                                          |
| Juan Esteban Arango Arles Castro Juan Pablo Forero Jairo Pérez | ploegenachtervolging (m)      | 10e       | kwalificatie: 10de in 4.11,397                                                                                          |
|                                                                |                               |           | |
| María Luisa Calle                                              | individuele achtervolging (v) | 10e       | kwalificatie: 10de in 3.41,175                                                                                          |
| María Luisa Calle                                              | puntenkoers (v)               | 4e        | 13 punten |
| BMX                                                            |                               |           | |
| Augusto Castro                                                 | mannen                        | 17e       | plaatsingsronde: 7de in 36,301 kwartfinale 3: 5de met 14 punten                                                         |
| Andrés Jiménez Caicedo                                         | mannen                        | 4e        | plaatsingsronde: 9de in 36,339 kwartfinale 1: 4de met 11 punten halve finale 1: 4de met 13 punten finale: 4de in 39,137 |
| Sergio Salazar                                                 | mannen                        | 18e       | plaatsingsronde: 6de in 36,145 kwartfinale 4: 5de met 15 punten                                                         |
| Mountainbike                                                   |                               |           | |
| Héctor Páez                                                    | mannen                        | 26e       | 2:06.46 |
| Weg                                                            |                               |           | |
| Santiago Botero                                                | tijdrit (m)                   | 25e       | 1:06.35 |
| Santiago Botero                                                | wegwedstrijd (m)              | 7e        | 6:24.01 |
| José Serpa                                                     | wegwedstrijd (m)              | 41e       | 6:26.27 |
| Rigoberto Urán                                                 | wegwedstrijd (m)              | DNF       | niet gefinisht |

### Worstelen
| Olympiër           | Onderdeel   | Resultaat   | Prestatie |
| Vrije stijl        | Vrije stijl | Vrije stijl | Vrije stijl |
| ------------------ | ----------- | ----------- | --- |
| Fredy Serrano      | -55kg (m)   | 14e         | voorronde: vrij 1ste ronde: V van IRI Dabbaghi: 1-3                                                                                        |
| Fredy Serrano      | -84kg (m)   | 19e         | voorronde: vrij 1ste ronde: V van UKR Danko: 0-3                                                                                           |
| Grieks-Romeins     |             |             | |
| Jackeline Rentería | -55kg (m)   | Brons       | 1ste ronde: W van TUN Amri: 5-0 kwartfinale: W van USA Van Dusen: 3-1 halve finale: V van CHN Xu: 0-5 bronzen finale: W van ROU Pavăl: 5-0 |

### Zeilen
| Olympiër        | Onderdeel | Resultaat | Prestatie                                    |
| --------------- | --------- | --------- | -------------------------------------------- |
| Santiago Grillo | RS:X (m)  | 35e       | 293 punten: (30-35-29-31-33-35-35-DNF-31-34) |

### Zwemmen
| Olympiër           | Onderdeel            | Resultaat | Prestatie                     |
| ------------------ | -------------------- | --------- | ----------------------------- |
| Camilo Becerra     | 50m vrije slag (m)   | 49e       | serie 9: 8ste in 22,93        |
| Julio Galofre      | 200m vrije slag (m)  | 43e       | serie 3: 5de in 1.50,62       |
| Omar Andres Pinzón | 100m rugslag (m)     | 26e       | serie 2: 1ste in 55,11        |
| Omar Andres Pinzón | 200m rugslag (m)     | 18e       | serie 3: 3de in 1.59,11       |
| Camilo Becerra     | 100m vlinderslag (m) | 53e       | serie 3: 6de in 54,27         |
| Omar Andres Pinzón | 200m vlinderslag (m) | 30e       | serie 3: 5de in 1.59,47       |
| Omar Andres Pinzón | 200m wisselslag (m)  | 30e       | serie 1: 1ste in 2.02,28      |
| Omar Andres Pinzón | 400m wisselslag (m)  | 21e       | serie 3: 7de in 4.22,31       |
|                    |                      |           |                               |
| Carolina Colorado  | 50m vrije slag (v)   | 38e       | serie 7: 1ste in 26,11        |
| Carolina Colorado  | 100m rugslag (v      | 19e       | serie 3: 1ste in 1.01,19 (NR) |
| Carolina Colorado  | 100m vlinderslag (v) | 38e       | serie 3: 6de in 1.00,06       |
| Erika Stewart      | 200m wisselslag (v)  | 32e       | serie 1: 2de in 2.18,54 (NR)  |

Afghanistan · Albanië · Algerije · Amerikaanse Maagdeneilanden · Amerikaans-Samoa · Andorra · Angola · Antigua en Barbuda · Argentinië · Armenië · Aruba · Australië · Azerbeidzjan · Bahama's · Bahrein · Bangladesh · Barbados · België · Belize · Benin · Bermuda · Bhutan · Bolivia · Bosnië en Herzegovina · Botswana · Brazilië · Britse Maagdeneilanden · Bulgarije · Burkina Faso · Burundi · Cambodja · Canada · Centraal-Afrikaanse Republiek · Chili · China · Chinees Taipei · Colombia · Comoren · Congo-Brazzaville · Congo-Kinshasa · Cookeilanden · Costa Rica · Cuba · Cyprus · Denemarken · Djibouti · Dominica · Dominicaanse Republiek · Duitsland · Ecuador · Egypte · El Salvador · Equatoriaal-Guinea · Eritrea · Estland · Ethiopië · Fiji · Filipijnen · Finland · Frankrijk · Gabon · Gambia · Georgië · Ghana · Grenada · Griekenland · Groot-Brittannië · Guam · Guatemala · Guinee · Guinee‑Bissau · Guyana · Haïti · Honduras · Hongarije · Hongkong · Ierland · IJsland · India · Indonesië · Irak · Iran · Israël · Italië · Ivoorkust · Jamaica · Japan · Jemen · Jordanië · Kaaimaneilanden · Kaapverdië · Kameroen · Kazachstan · Kenia · Kirgizië · Kiribati · Koeweit · Kroatië · Laos · Lesotho · Letland · Libanon · Liberia · Libië · Liechtenstein · Litouwen · Luxemburg · Macedonië · Madagaskar · Malawi · Malediven · Maleisië · Mali · Malta · Marshalleilanden · Marokko · Mauritanië · Mauritius · Mexico · Micronesië · Moldavië · Monaco · Mongolië · Montenegro · Mozambique · Myanmar · Namibië · Nauru · Nederland · Nederlandse Antillen · Nepal · Nicaragua · Nieuw-Zeeland · Niger · Nigeria · Noord-Korea · Noorwegen · Oeganda · Oekraïne · Oezbekistan · Oman · Oostenrijk · Oost‑Timor · Pakistan · Palau · Palestina · Panama · Papoea-Nieuw-Guinea · Paraguay · Peru · Polen · Portugal · Puerto Rico · Qatar · Roemenië · Rusland · Rwanda · Saint Kitts en Nevis · Saint Lucia · Saint Vincent en Grenadines · Salomonseilanden · Samoa · San Marino · Sao Tomé en Principe · Saoedi-Arabië · Senegal · Servië · Seychellen · Sierra Leone · Singapore · Slovenië · Slowakije · Soedan · Somalië · Spanje · Sri Lanka · Suriname · Swaziland · Syrië · Tadzjikistan · Tanzania · Thailand · Togo · Tonga · Trinidad en Tobago · Tsjaad · Tsjechië · Tunesië · Turkije · Turkmenistan · Tuvalu · Uruguay · Vanuatu · Venezuela · Verenigde Arabische Emiraten · Verenigde Staten · Vietnam · Wit-Rusland · Zambia · Zimbabwe · Zuid-Afrika · Zuid-Korea · Zweden · Zwitserland
Uitgesloten van deelname: Brunei